# Frankis Carol
Frankis Carol Marzo (født 7. september 1987) er en cubansk-født håndboldspiller fra Qatar. Han spiller for Sporting CP og Qatars landsholdet i håndbold.
Han repræsenterede Qatar ved verdensmesterskabet for mænd i håndbold i 2019.
Han spillede desuden også ved verdensmesterskabet for mænd i håndbold i 2021, hvor han blev topscorer med 58 mål.